# Гуйдин
Гуйди́н (кит. упр. 贵定, пиньинь Guìdìng) — уезд Цяньнань-Буи-Мяоского автономного округа провинции Гуйчжоу (КНР).

## История
Уезд был создан во времена империи Мин в 1608 году на стыке уезда Гуйсянь (贵县) и Динфаньской области (定番州). 
После вхождения этих мест в состав КНР в 1950 году был создан Специальный район Гуйян (贵阳专区), и уезд вошёл в его состав. В 1952 году власти Специального района Гуйян переехали в уезд Гуйдин, и Специальный район Гуйян был переименован в Специальный район Гуйдин (贵定专区).
В 1956 году Специальный район Гуйдин был расформирован, и уезд Гуйдин перешёл в состав Специального района Аньшунь (安顺专区). В 1958 году уезд Гуйдин был передан в состав Цяньнань-Буи-Мяоского автономного округа.

## Административное деление
Уезд делится на 2 уличных комитета и 5 посёлков.

## Транспорт
Через уезд проходит скоростное шоссе «Дуань» (Дуюнь — Аньшунь). В деревне Юньу шоссе проходит по 1720-метровому автомобильному мосту, построенному в 2021 году (высота пилонов достигает 273 м и 300 м соответственно).
Скоростное шоссе «Гуйхуан» проходит через 1112-метрый висячий мост Янбаошань, который сдали в эксплуатацию в 2021 году.